# Bukovina (powiat Blansko)
Bukovina – miejscowość i gmina (obec) w Czechach, w kraju południowomorawskim, w powiecie Blansko. W 2022 roku liczyła 461 mieszkańców.